# Funktionalismus (Sozialwissenschaften)
Der Begriff Funktionalismus wird in Soziologie, Ethnologie und Politikwissenschaft zur Bezeichnung von verschiedenen normativen und empirischen Ansätzen verwendet.

## Soziologie und Ethnologie
In der Soziologie und Ethnologie werden mit diesem Begriff Theorieansätze bezeichnet, die soziale Phänomene über ihre sozialen Funktionen in den bzw. für die betreffenden Gesellschaften oder Gruppe zu erklären versuchen. In der soziologischen Systemtheorie bedeutet dies, dass Systemen eine Funktion – bezüglich ihrer Umwelt, anderer Systeme oder Suprasysteme – unterstellt wird und Prozesse und Strukturen innerhalb des jeweiligen Systems im Hinblick auf diese Funktion analysiert werden können.
Bedeutsam geworden sind solche Theorien, die sich mit den Rahmenbedingungen beschäftigen, die für die Sicherung des aktuellen Bestands gesellschaftlicher Strukturen notwendig sind. Man spricht hier vom Strukturfunktionalismus.
Die bedeutendsten Vertreter des Funktionalismus in der Ethnologie sind Bronisław Malinowski, Alfred Radcliffe-Brown, Marcel Mauss und Richard Thurnwald.
Funktionalisten, die sich v. a. vom Evolutionismus und vom Diffusionismus abgrenzen, bevorzugen ethnographische Monographien gegenüber historischen und kulturvergleichenden Arbeiten. Es wird ihnen eine „Ausklammerung der diachronischen zugunsten der synchronischen Analyse“ und eine „Überbetonung der Abgrenzbarkeit“ (der jeweiligen, singulären Kultur) vorgeworfen (vgl. Kulturrelativismus).

## Politikwissenschaft

### Funktionalismus im Kontext politikwissenschaftlicher Systemtheorien
Die Begründung des Funktionalismus als theoretische Perspektive für die Politikwissenschaft geht auf David Easton und Gabriel Almond zurück und ist soziologisch geprägt. Der Ansatz wird häufig in Verbindung mit der Systemtheorie gebraucht. Grundannahme ist, dass eine Funktion die Wirkung oder Aufgabenerfüllung eines Teils innerhalb eines Systems ist. Diese Erfüllung von Aufgaben der einzelnen Teile innerhalb des Systems ist innerhalb dieser Theorie Voraussetzung für Systemstabilität.
Easton legt, wie auch das soziologische Theoriegebilde, ein Modell zu Grunde, in dem ein environment-input-output-feedback-Geflecht besteht. Der Input in diesem Modell ist nach Almond die Bildung einer Politischen Sozialisation, die Klärung der Personalfragen, das Vertreten von Interessengruppen innerhalb der Politik sowie die politische Kommunikation. Als Output kann nach Almond ein politisches System gesehen werden, das mit Legislative, Judikative und Exekutive die Merkmale der Gewaltenteilung auf sich vereint und somit die „Regelbildung, -anwendung und verbindliche Auslegung“ als Ergebnis dieses Prozesses betrachtet, in dem eine gewisse Interaktion der einzelnen Elemente des Systems vorausgesetzt wird.

### Funktionalismus in den Internationalen Beziehungen
Funktionalismus bezeichnet außerdem als spezielle Theorie der politikwissenschaftlichen Teildisziplin Internationale Beziehungen an der  Funktion von Politiken ausgerichtete Vorstellung politischer Gestaltung, bspw. das Zusammenwachsen von Staaten bzw. die Aufgabe staatlicher Souveränität zugunsten überstaatlicher (supranationaler) Institutionen. Dieser Ansatz lässt sich zuerst bei David Mitrany und Ernst B. Haas finden. Einzelne Politikbereiche werden demnach schrittweise – beispielsweise über internationale Verträge und Abkommen – miteinander verschmolzen. Hierbei spielen sogenannte Spill-Over-Effekte eine entscheidende Rolle.
Im Gegensatz zu dem im Funktionalismus postulierten Bottom-up-Prozess herrscht in der Theorie des Föderalismus ein Top-Down-Prozess vor, wodurch sich diese beiden Konzepte als Integrationsmethoden klar gegenüberstehen.